# Kathmandudalen
Kathmandudalen (nepalesisk: काठमाडौं उपत्यका) er en dal i Nepal, og er landets største dal hvor hovedstaden Katmandu ligger. Historisk var det et mødested for antikke civilisationer i Asien. Dalen, som er et verdensarvssted siden 1979, har mindst 130 vigtige monumenter, blandt andet flere pilgrimmål for hinduer og buddhister. Byerne Katmandu, Patan og Bhaktapur er beliggende i dalen og har stilfuldt nepalesiske kunst og arkitektur.
I 2003 blev verdensarven placeret på listen over truede verdensarvsteder. Årsagen var, at Verdensarvskomiteen mener, at den enestående arkitektur i byerne forsvinder langsomt men sikkert på grund af ukontrolleret byudvikling.

## Verdensarvssteder
- Bauddhanath
- Bhaktapur Durbar Square
- Changu Narayan
- Kathmandu Durbar Square (officielt kaldet Hanuman Dhoka)
- Patan Durbar Square
- Pashupsti
- Swayambhu

## Eksterne links
- UNESCO World Heritage Centre - Kathmandu Valley